# Mukaczewo
Mukaczewo (dawniej Munkacz, ukr. Мукачево – Mukaczewo (od 2017 r.) lub Мукачеве – Mukaczewe lub Мукачів – Mukacziw, węg. Munkács, niem. Munkatsch, rusiń. Мукачoвo – Mukaczowo, ros. Мукачево – Mukaczewo, słow.  i cz. Mukačevo, jid. ‏מונקאטש‎ (czyt. Munkacz lub Minkacz), rum. Munceag) – miasto rejonowe w obwodzie zakarpackim Ukrainy.
Mukaczewo leży nad Latoricą, na Nizinie Zakarpackiej. Składa się z sześciu dzielnic – Roswyhow, Pidmonastyrie, Pałanok, Pidzamok, Pidhorod i Mukaczewo-centrum. Obecnie miasto zamieszkują głównie Ukraińcy (60%), Węgrzy i Rosjanie. W Mukaczewie mieści się wydział Uniwersytetu Podkarpackiego. Miasto jest siedzibą biskupów katolickich obrządku greckiego i łacińskiego, jak również prawosławnej eparchii mukaczewsko-użhorodzkiej Ukraińskiego Kościoła Prawosławnego Patriarchatu Moskiewskiego.

## Historia

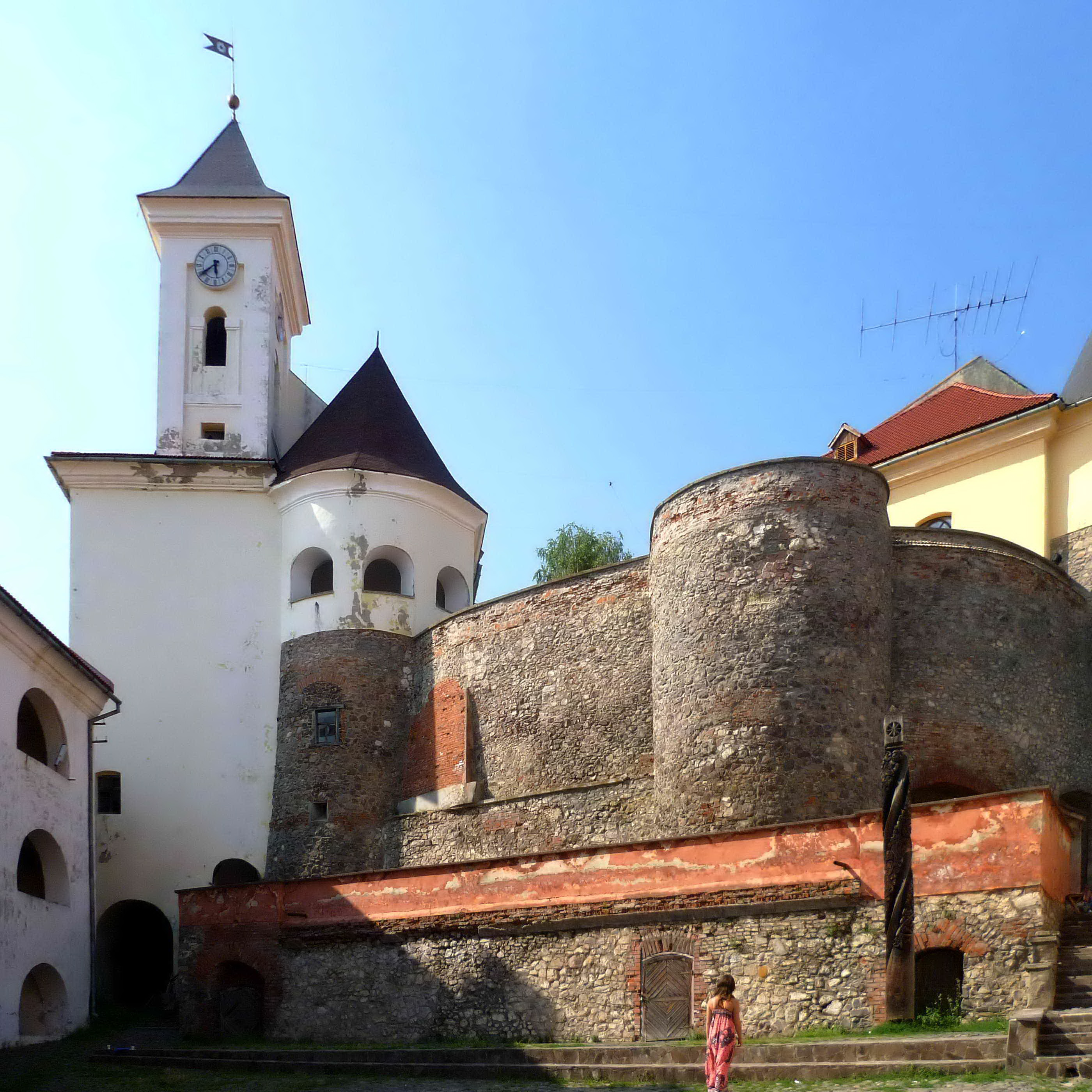
Najstarszy, zachowany fragment zamku

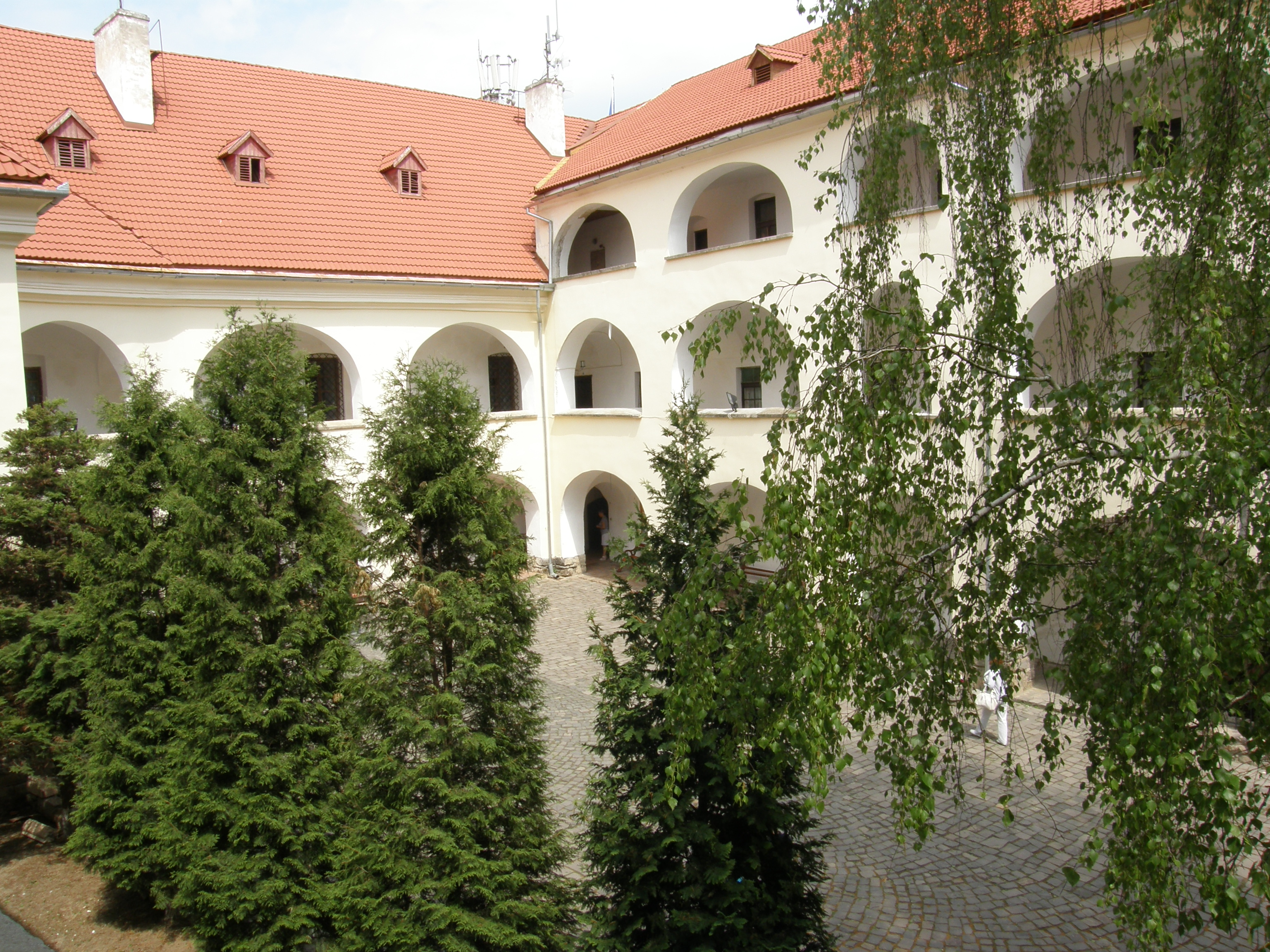
Pałac, zbudowany wewnątrz nowszej części zamku

Mukaczewo istniało już w IX wieku, za czasów Wielkich Moraw. W X wieku należało do Rusi Kijowskiej. W 1018 zostało opanowane przez Węgry. W 1086 miasto ucierpiało od napadu Połowców. W 1241 miasto i okolice zostały spustoszone przez najazd mongolski. W XIII wieku na rozkaz króla Beli IV Wielkiego zbudowano zamek Palanka, który miał strzec wschodnich rubieży Królestwa Węgier. W latach 1396–1414 na mukaczewskim zamku z nadania króla Zygmunta Luksemburskiego miał siedzibę litewski książę Fiodor Koriatowicz, który osadził w okolicy miasta licznych Rusinów. W 1445 Mukaczewo zostało ogłoszone wolnym miastem królewskim; leżało wówczas w komitacie Bereg. W XVI wieku Mukaczewo stało się regionalnym ośrodkiem handlu i rzemiosła.
Po upadku Węgier w pierwszej połowie XVI wieku Mukaczewo przypadło Księstwu Siedmiogrodzkiemu. Było przedmiotem walk między Siedmiogrodem a Habsburgami, których wojska w 1567 zniszczyły miasto. Mukaczewo stanowiło ośrodek kolejnych powstań węgierskich przeciw Habsburgom. Od 1633 panowali nad Mukaczewem Rakoczy, który stracili je na rzecz cesarzy habsburskich dopiero po pokoju satmarskim w 1711. W 1726 cesarz nadał włości mukaczewskie austriackiej rodzinie Schönborn. Zamek mukaczewski stał się jedną z kluczowych twierdz monarchii habsburskiej. W XVIII wieku osiedliło się w mieście wielu Niemców. Miasto rozwijało się gospodarczo i terytorialnie.
W 1919 zostało zajęte przez wojska czechosłowackie i w 1920 na mocy traktatu w Trianon włączone do nowo powstałej Czechosłowacji. Po pierwszym arbitrażu wiedeńskim miasto wraz z nadgranicznym pasem Rusi Zakarpackiej 2 listopada 1938 zostało anektowane przez Węgry. W dniach 22–24 września 1939 roku w koszarach w Mukaczewie została rozbrojona i rozwiązana Grupa „Stryj”.
W 1944 przeważająca część żydowskiej ludności miasta, tworzącej wówczas większość jego mieszkańców, została wywieziona do obozów koncentracyjnych i wymordowana. 26 października 1944 Mukaczewo zostało zajęte przez Armię Czerwoną. W 1945 miasto zostało włączone do sowieckiej Ukrainy.
Od 2002 roku Mukaczewo jest stolicą rzymskokatolickiej diecezji mukaczewskiej.

## Zabytki
- zamek Palanka (Palanok) górujący nad miastem jest największym zabytkiem Mukaczewa
- gotycka kaplica pw. świętego Marcina z XIV wieku
- biały pałac z połowy XVII wieku
- Pałac Kownera z XIX w.
- arsenał z 1624
- prawosławna katedra
- żeński klasztor pw. świętego Mikołaja
- oryginalny ratusz
- katolicka katedra św. Marcina.

## Transport
Mukaczewo jest ważnym węzłem transportowym. Przez miasto przebiega ukraińska droga krajowa M06 (międzynarodowa E50) oraz linia kolejowa Czop – Stryj. W Mukaczewie kończy się normalnotorowa linia kolejowa biegnąca z Węgier. Stacja kolejowa Mukaczewo. Niedaleko miasta leży wielkie lotnisko wojskowe; istnieją plany utworzenia tam portu lotniczego.

## Gospodarka
W mieście rozwinął się przemysł meblarski, maszynowy, spożywczy oraz lekki.

## Urodzeni
- Lolita Milawska (1963–) urodziła się w Mukaczewie, sowiecka, rosyjska i ukraińska piosenkarka i aktorka.
- Ludvík Ráža (1929–2000) urodził się w Mukaczewie, czeski reżyser filmowy.

## Miasta partnerskie
- Celldömölk, Węgry[5]
- Dabas, Węgry[5]
- Eger, Węgry[5]
- Humenné, Słowacja[5]
- Kisvárda, Węgry[5]
- Kołomyja, Ukraina[5]
- Mielec, Polska[5]
- Mátészalka, Węgry[5]
- Nyírmeggyes(inne języki), Węgry[5]
- Pag, Chorwacja[5]
- Pelhřimov, Czechy[5]
- Preszów, Słowacja[5]
- Senta, Serbia[5]
- Subotica, Serbia[5]
- Várkerület (Budapeszt), Węgry[5]